# Falco KC Szombathely
Falco KC Szombathely is een Hongaarse basketbalclub uit Szombathely die opgericht werd in 1980 en uitkomt in de Nemzeti Bajnokság I/A.

## Geschiedenis
De club werd opgericht in 1980 en speelde in de regionale competities tot 1989/90. Dat seizoen wisten ze promotie af te dwingen naar de tweede klasse. Twee seizoenen later promoveerde de club naar de hoogste klasse waar ze sindsdien uitkomen. De club won zes keer de Hongaarse landstitel en twee keer de landsbeker.

## Erelijst
- Hongaars landskampioen: 2008, 2019, 2021, 2022, 2023, 2024
  - Tweede: 1999, 2012, 2017, 2018, 2025
  - Derde: 2000, 2002
- Hongaarse basketbalbeker: 2021, 2023, 2025
  - Tweede: 1998, 2008, 2009, 2010, 2018, 2019
  - Derde: 1997, 2024

## Coaches
- - Srećko Sekulović (2000-2002)
- - Srećko Sekulović (2006-2009)
- Csaba Déri (2009)
- Nikola Lazić (2009-2011)
- Tamás Bencze (2011-2013)
- - Andelko Mandic (2013-2014)
- Laszlo Kalman (2014-2016)
- - Srećko Sekulović (2016-2018)
- Gašper Okorn (2018-2021)
- Miloš Konakov (2021-)

## Bekende (oud-)spelers
| - György Golomán - Nikola Popović - Stefan Pot - Marvin Clark - Deontae Hawkins | - Bradford Burgess - Matthew Tiby - Evan Bruinsma |